# Peramola
Peramola település Spanyolországban, Lleida tartományban. Peramola Coll de Nargó, Oliana, Bassella és La Baronia de Rialb községekkel határos. Lakosainak száma 357 fő (2024).

## Népesség
A település népessége az utóbbi években az alábbiak szerint változott:
| Lakosok száma | 397  | 835  | 661  | 573  | 408  | 382  | 379  | 349  | 347  | 357  |
|               | 1717 | 1887 | 1936 | 1960 | 1986 | 2004 | 2009 | 2014 | 2019 | 2024 |